# Ermida de Santo António dos Milagres (São Mateus da Calheta)
A Ermida de Santo António dos Milagres é uma ermida que se localiza na freguesia de São Mateus da Calheta, concelho de Angra do Heroísmo, ilha Terceira, arquipélago dos Açores, Portugal.